# Овий и Новий Калавий
Овий и Новий Калавий (на латински: Ovius et Novius Calavius) са братя от фамилията Калавии, благородници от Кампания по времето на Втората самнитска война.
Двамата братя са синове на Офилий Калавий, който участва в битката при Каудинийските проходи 321 пр.н.е., когато римляните са победени от самнитите. През 314 пр.н.е. братята ръководят заговор в Капуа и агитират против Рим. Гай Мений е избран от Римския Сенат за диктатор на Древен Рим с Марк Фолий Флацинатор като magister equitum, за да ботуши бунта. Капуа е завладяна от римляните.